# Berca (gmina)
Berca – gmina w Rumunii, w okręgu Buzău. Obejmuje miejscowości Băceni, Berca, Cojanu, Joseni, Mânăstirea Rătești, Pâclele, Pleșcoi, Pleșești, Rătești, Sătuc, Tâțârligu, Valea Nucului i Viforâta. W 2011 roku liczyła 8534 mieszkańców.